# Árnessýsla
Árnessýsla – region administracyjny (isl. sýsla) w Islandii, położony w południowo-zachodniej części kraju (region Suðurland). Zajmuje powierzchnię 1769 km². Ośrodkiem administracyjnym regionu jest Selfoss.
W Árnessýsla znajduje się wiele ciekawych miejsc:
- lodowiec Langjökull
- jeziora Þingvallavatn i Hoítárvatn
- rzeki Thjórsá i Hvílá
- szczyt górski Kerlingafjöll o wysokości 1477 m n.p.m.